# Bamberg (stad)
Bamberg is een kreisfreie Stadt in het noorden van de Duitse deelstaat Beieren. De stad telt 76.674 inwoners (31 december 2020) op een oppervlakte van 54,58 km². Bamberg is gebouwd op zeven heuvels en ligt aan de Regnitz vlak voor haar monding in de Main. Het is de op een na grootste stad in Opper-Franken.
In de Tweede Wereldoorlog is Bamberg twee keer gebombardeerd en meermaals geraakt door noodafwerpingen van bommen, waarbij in totaal minstens 378 doden vielen en 362 gebouwen werden verwoest. De verwoeste oppervlakte was voor een stad van een dergelijke omvang echter relatief klein; slechts 4,4 %. Hierdoor beschikt Bamberg over de grootste bewaard gebleven historische binnenstad van Duitsland. Deze staat dan ook op de Werelderfgoedlijst van de UNESCO. Het bekendste bouwwerk in de historische binnenstad is de romaanse dom, waar Hendrik II, de laatste Ottoonse keizer van het Heilige Roomse Rijk, begraven ligt. Hij was in 1007 de stichter van het bisdom Bamberg, dat tegenwoordig een aartsbisdom is.
Bamberg geniet bekendheid als zetel van een van de meest vooraanstaande orkesten van Duitsland, de Bamberger Symphoniker. Dit symfonieorkest werd in 1946 opgericht en bestond toen uit musici uit gebieden in Oost-Europa die de Duitsers hadden moeten verlaten. Er staat ook het museum E.T.A. Hoffmann-Haus, dat aan de schrijver, componist en tekenaar Ernst Theodor Amadeus Hoffmann (1776-1822) is gewijd. Verder is Bamberg bekend van het bijzondere speciaalbier Rauchbier.

## Stadsdelen en plaatsen binnen de gemeente
- Berggebiet
- Bruckertshof
- Bug
- Gartenstadt (St. Kunigunda)
- Gaustadt
- Hirschknock
- Kramersfeld
- Mitte (Inselstadt)
- Theuerstadt (Gärtnerstadt, St. Gangolf)
- Wunderburg
- Gereuth
- Nord (St. Otto)
- Ost (St. Heinrich)
- Wildensorg

## Bekende inwoners van Bamberg

### Geboren
- Nikolaus Thaddäus von Gönner (1764-1827), rechtsgeleerde en staatsman
- Jean-François-Michel Birnbaum (1792-1877), rechtsgeleerde, rector magnificus Rijksuniversiteit Leuven
- Ignaz von Döllinger (1799-1890), theoloog, katholiek priester en kerkhistoricus
- Maximiliaan Jozef in Beieren (1808-1888), hertog in Beieren uit het geslacht Wittelsbach
- Antoinette van Saksen-Altenburg (1838-1908), prinses van Saksen-Altenburg
- Otto von Stetten (1862-1937), Beiers militair en aristocraat
- August von Wassermann (1866-1925), bacterioloog
- Anton Eberth (1888-1955), officier
- Engelbert Endrass (1911-1941), U-boot-kapitein
- Wilhelm Batz (1916-1988), gevechtspiloot
- Annette von Aretin (1920-2006), omroepster
- Karlheinz Deschner (1924-2014), letterkundige, schrijver, literatuurcriticus, kerkhistoricus en godsdienstcriticus
- Karl Bögelein (1927-2016), voetballer
- Albert Jozef van Saksen (1934-2012), historicus en lid van het voormalige Saksische koningshuis Wettin
- Mathilde Maria van Saksen (1936-2018), kleindochter van de laatste regerend vorst van Saksen
- Michael-Benedict van Saksen-Weimar-Eisenach (1946), titulair groothertog van Saksen-Weimar-Eisenach.
- Thomas Gottschalk (1950), presentator en acteur
- Michael Fahres (1951), Nederlands componist
- Amber Michaels (1968), Amerikaans pornoactrice
- Stefanie Schlesinger (1977), jazzzangeres en songwriter
- Tom Schütz (1988), voetballer
- Lukas Görtler (1994), voetballer

### Overleden
- Koenraad III (1093-1152), koning van Duitsland
- Filips van Zwaben (1177-1208), koning van Duitsland
- Louis Alexandre Berthier (1753-1815), Frans maarschalk
- Amalia Louise van Arenberg (1789-1823), hertogin in Beieren
- Willem in Beieren (1752-1837), hertog van Palts-Birkenfeld-Gelnhausen en hertog in Beieren
- Catharine Charlotte van Saksen-Hildburghausen (1787-1847), prinses van Saksen-Altenburg en hertogin van Saksen-Hildburghausen
- Amalia van Oldenburg (1818-1875), hertogin van Oldenburg
- Gudrun Pausewang (1928-2020), schrijfster

## Galerij

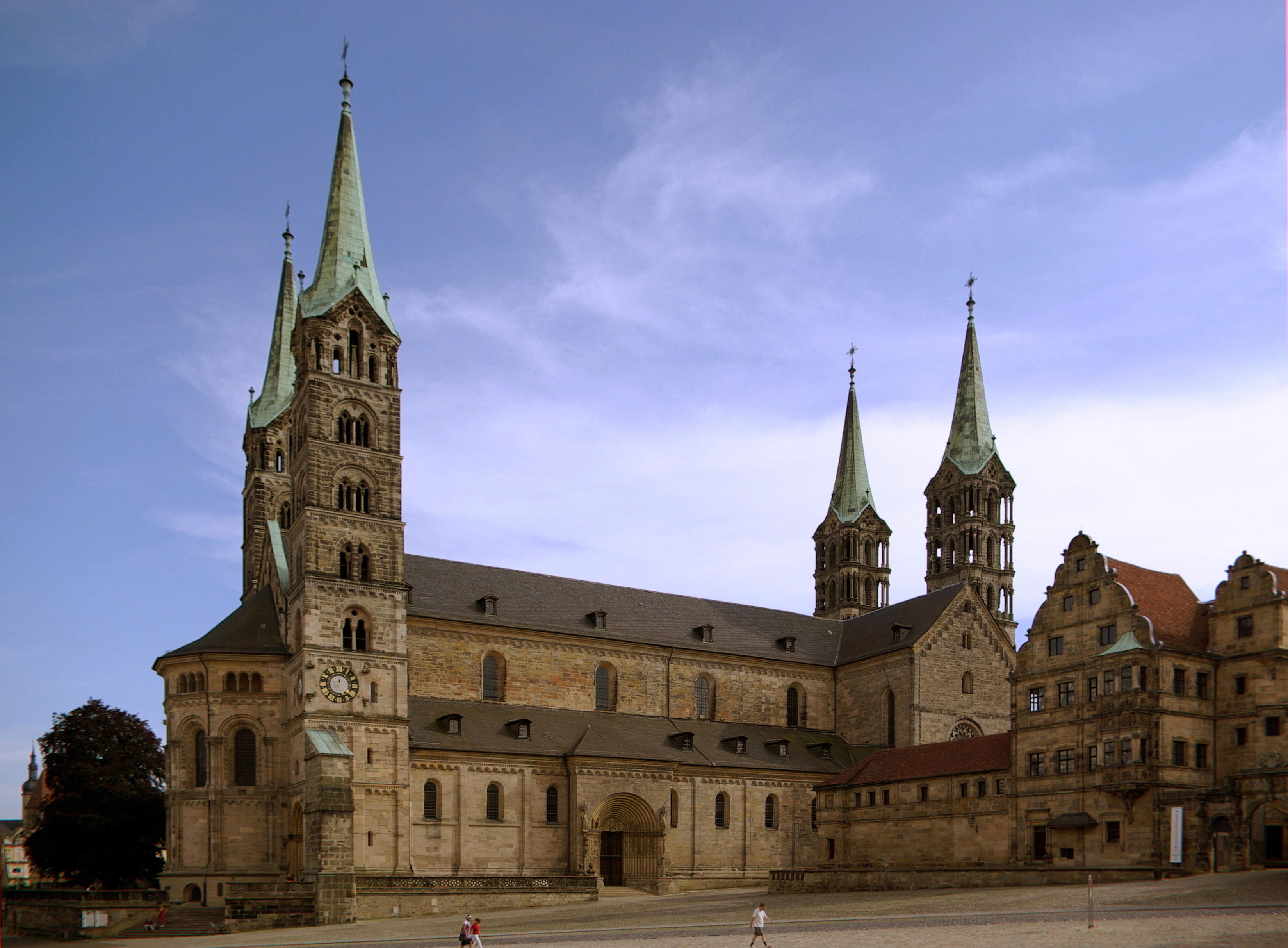
Dom van Bamberg
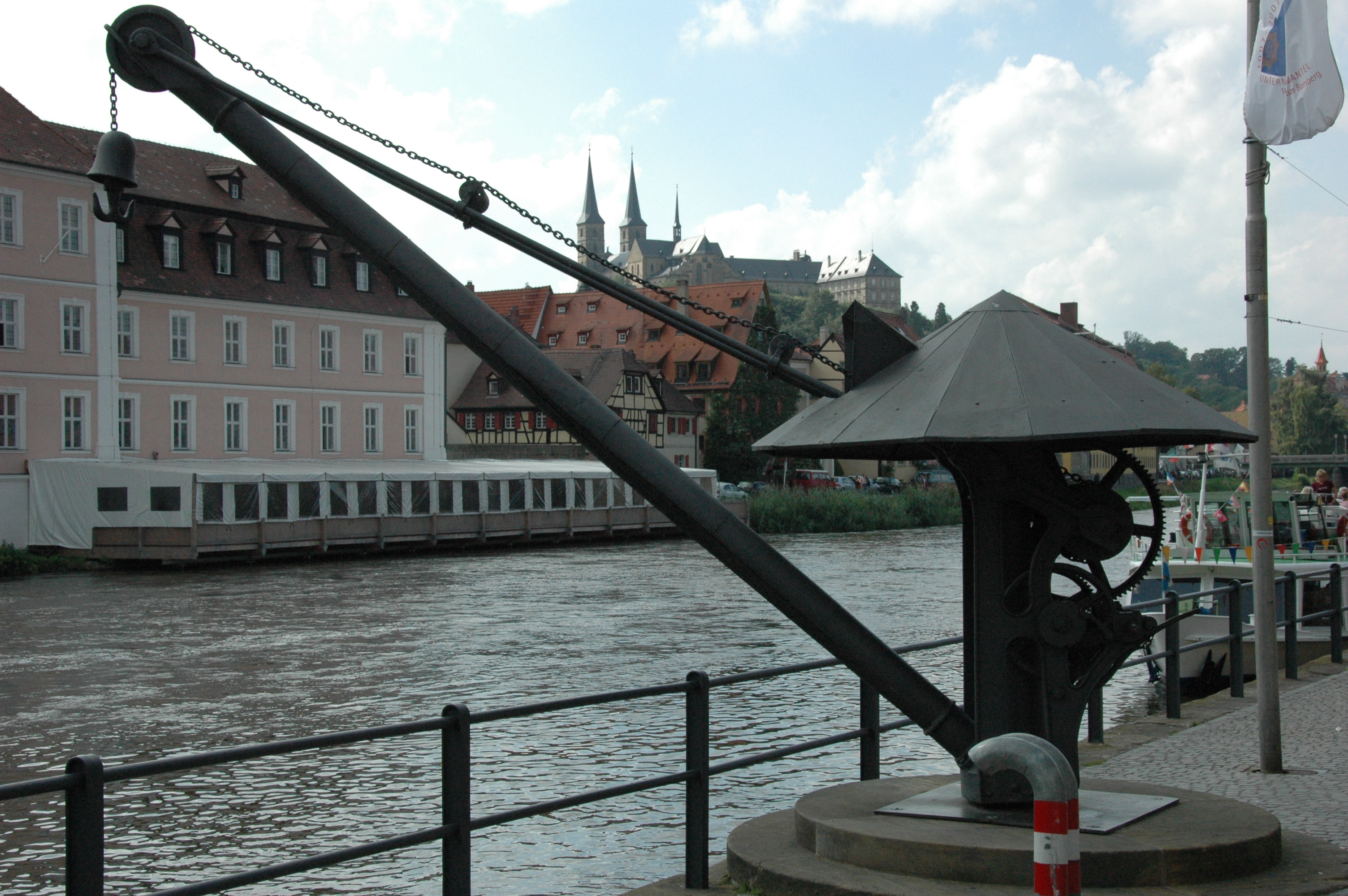
De oude haven van Bamberg